# 歐里梅敦河

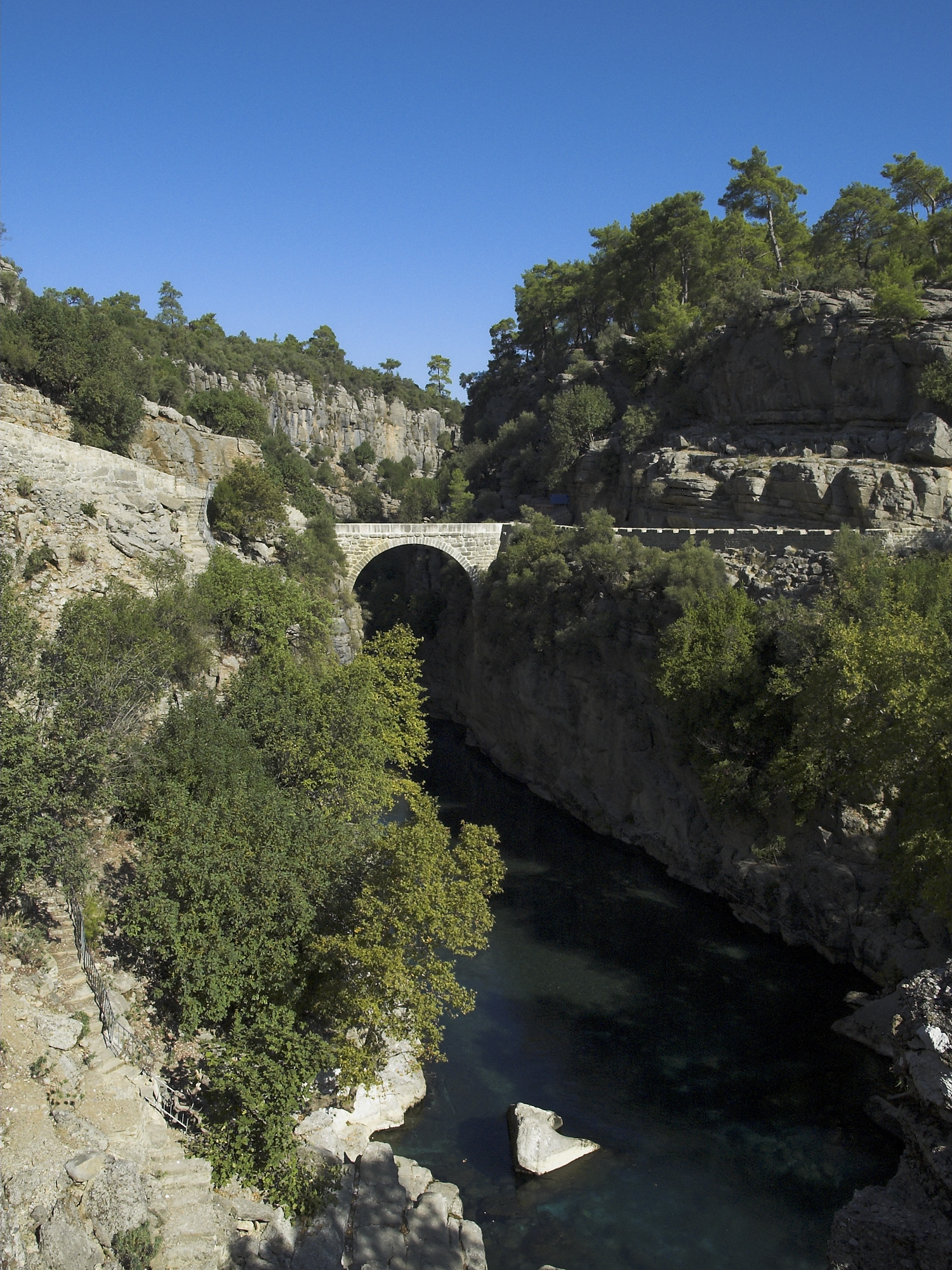
The Eurymedon valley near Selge, spanned by the intact Roman bridge

歐里梅敦河（土耳其語:Köprüçay），位於土耳其安塔利亚省，流入地中海。在此曾經發生過兩次著名的戰爭。
西元前460年，雅典將領客蒙，在它的入海口，擊敗了波斯帝國的艦隊，稱為歐里梅敦戰役。
西元前190年，羅馬人在此擊敗迦太基將領漢尼拔率領的艦隊，也被稱為歐里梅敦戰役。
古希臘地理學家斯特拉波曾經記載在它出海口附近存在一個湖，名叫卡皮亞（Caprias），但已經不存在，現在是一片帶鹽的濕地。